# Бухегберг
Бухегберг (нем. Bucheggberg) — округ в Швейцарии. Центр округа — город Мюледорф.
Округ входит в кантон Золотурн. Занимает площадь 62,86 км². Население 8092 человека (на 31.12.2022). Официальный код — 1103.

## Коммуны округа
| Герб                  | Коммуна               | Население (на 2022 год если не указано иное) | Площадь км² | Официальный код | Примечание                                          |
| --------------------- | --------------------- | -------------------------------------------- | ----------- | --------------- | --------------------------------------------------- |
| Бицвиль               | Бицвиль               | 356                                          | 4,18        | 2445            |                                                     |
| Бухегг                | Бухегг                | 2898                                         | 22,59       | 2465            |                                                     |
| Люслинген-Неннигофен  | Люслинген-Неннигофен  | 1119                                         | 7,81        | 2464            |                                                     |
| Лютеркофен-Ихертсвиль | Лютеркофен-Ихертсвиль | 895                                          | 4,40        | 2455            |                                                     |
| Мессен                | Мессен                | 1471                                         | 11,89       | 2457            |                                                     |
| Унтеррамзерн          | Унтеррамзерн          | 222                                          | 1,54        | 2463            |                                                     |
| Шнотвиль              | Шнотвиль              | 1131                                         | 7,19        | 2461            |                                                     |
|                       | Итого (7)             | 8092                                         | 62,86       | 1103            |                                                     |
| Упразднённые          |                       |                                              |             |                 |                                                     |
| Этигофен              | Этигофен              | 184                                          | 2,03        | 2441            | 1.01.2014 объединены в коммуну Бухегг               |
| Этинген               | Этинген               | 289                                          | 2,85        | 2442            | 1.01.2014 объединены в коммуну Бухегг               |
| Биберн                | Биберн                | 227                                          | 2,99        | 2444            | 1.01.2014 объединены в коммуну Бухегг               |
| Брюглен               | Брюглен               | 194                                          | 1,70        | 2446            | 1.01.2014 объединены в коммуну Бухегг               |
| Госливиль             | Госливиль             | 194                                          | 1,98        | 2449            | 1.01.2014 объединены в коммуну Бухегг               |
| Хессигофен            | Хессигофен            | 246                                          | 2,25        | 2450            | 1.01.2014 объединены в коммуну Бухегг               |
| Кюттигофен            | Кюттигофен            | 260                                          | 2,17        | 2452            | 1.01.2014 объединены в коммуну Бухегг               |
| Кибург-Бухег          | Кибург-Бухег          | 324                                          | 1,61        | 2453            | 1.01.2014 объединены в коммуну Бухегг               |
| Мюледорф              | Мюледорф              | 347                                          | 3,32        | 2458            | 1.01.2014 объединены в коммуну Бухегг               |
| Чеппах                | Чеппах                | 192                                          | 1,86        | 2462            | 1.01.2014 объединены в коммуну Бухегг               |
| Бальм-бай-Мессен      | Бальм-бай-Мессен      | 111                                          | 2,15        | 2443            | 1.01.2010 присоединены к коммуне Мессен             |
| Брунненталь           | Брунненталь           | 203                                          | 0,91        | 2447            | 1.01.2010 присоединены к коммуне Мессен             |
| Оберрамзерн           | Оберрамзерн           | 96                                           | 1,77        | 2460            | 1.01.2010 присоединены к коммуне Мессен             |
| Люслинген             | Люслинген             | 494                                          | 3,22        | 2454            | 1.01.2013 объединены в коммуну Люслинген-Неннигофен |
| Неннигофен            | Неннигофен            | 493                                          | 4,60        | 2459            | 1.01.2013 объединены в коммуну Люслинген-Неннигофен |
| Лютерсвиль-Гехливиль  | Лютерсвиль-Гехливиль  | 348                                          | 3,09        | 2456            | 1.01.2024 присоединена в коммуне Бухегг             |

1. ↑  В границах 2024 года, включая ранее существовавшую коммуну Лютерсвиль-Гехливиль
2. 1 2 3 4 5 6 7 8 9 10 11 12 13 14 15  На 2005 год